# شرکت انرژی‌های تجدیدپذیر
شرکت انرژی‌های تجدیدپذیر (به انگلیسی: Renewable Energy Corporation) به‌اختصار آرای‌سی شرکت انرژی خورشیدی نروژی است، که در زمینه تولید مواد سیلیکونی، سلول‌های خورشیدی، تجهیزات فتوولتاییک و ماژول‌های خورشیدی فعالیت می‌کند.
این شرکت از سال ۲۰۰۷ در حال ساخت یک نیروگاه تولید انرژی خورشیدی در سنگاپور است، که دارای ظرفیت تولیدی معادل ۱٫۵ گیگاوات ساعت می‌باشد. این نیروگاه بزرگترین نیروگاه خورشیدی جهان به‌شمار می‌آید.